# Tavdá
Tavdá (del ruso: Тавда) es una ciudad del óblast de Sverdlovsk, en Rusia, y el centro administrativo del raión de Tavdá. Está situada en el oeste de la llanura de Siberia Occidental, cerca de los Urales, a orillas del río Tavdá (afluente del río Tobol y por lo tanto en la cuenca hidrográfica del río Obi), a 310 km al noroeste de Ekaterimburgo. Contaba 38.100 habitantes en 2009.

## Historia
Tavdá fue fundada en 1910 como un centro de explotación forestal. En 1916 se convierte en estación final de una línea ferroviaria que la unía con Ekaterimburgo via Yegórshino (hoy Artiómovski), que en 1969 se alargaría 185 km más hasta Mezhdurechenski (estación Ustie-Ajá), en el ókrug autónomo Janti-Mansi. Adquirió el estatus de ciudad el 20 de julio de 1937.

## Demografía
| 1959   | 1970   | 1979   | 1989   | 2002   | 2008   | 2009   |
| ------ | ------ | ------ | ------ | ------ | ------ | ------ |
| 48 000 | 47 300 | 46 400 | 46 100 | 40 700 | 38 200 | 38 100 |

## Cultura y lugares de interés
En Tavdá hay un museo forestal y de la industria maderera. Por otro lado a 2.5 km de la ciudad existe un establecimiento balneario por un manantial de agua caliente medicinal a 42 °C.

## Industria
Tavdá es un importante centro de la industria maderera y de productos procesados de madera (madera contrachapada, etc.). Al margen de esta actividad cuenta con un astillero en el río y un centro de elaboración de equipos para el transporte de madera.

## Personalidades
- Natalia Krushcheliova (n. 1973), atleta de medio fondo.